# Stuart Milk
Stuart Milk (New York, 26 dicembre 1960) è un attivista statunitense per i diritti LGBT.
Milk non si occupa solo della comunità LGBT ma è anche un forte sostenitore dei diritti umani internazionali, soprattutto di quelli dei paesi più emarginati. Ha sostenuto le comunità e i movimenti LGBT in America Latina, Europa, Asia e Medio Oriente.
Milk è nipote del leader dei diritti civili Harvey Milk, un politico americano che divenne la prima persona apertamente gay ad essere eletta ad una carica pubblica in California. Harvey Milk venne assassinato il 27 novembre 1978 all'interno del Municipio, assieme al sindaco George Moscone, dall'ex consigliere comunale Dan White, che aveva rassegnato le dimissioni pochi giorni prima, a seguito dell'entrata in vigore di una proposta di legge sui diritti dei gay, a cui si era opposto.
Stuart Milk è cofondatore e presidente della Fondazione Harvey Milk.
Nel corso degli anni ha promosso la storia di suo zio e ha parlato e difeso la comunità LGBT nelle sedi di governo principali di molti paesi esteri, ha tenuto comizi in Gran Bretagna, Italia, Turchia e nelle sedi di molti altri parlamenti.
Milk è anche uno scrittore ed editorialista dell' Huffington Post. Nei suoi scritti si concentra sui diritti umani a livello mondiale. 
Durante le elezioni americane del 2012, Milk ha dato il pubblico appoggio a Barack Obama durante la sua corsa alla presidenza.

## Attivismo
Milk lavora nella politica dalla fine del 1980, sia nel settore pubblico che in quello privato.
Inizialmente si è occupato di dirigere centri di assistenza di lavoro e programmi di arricchimento dei giovani.
Si è occupato del lavoro per la popolazione giovanile e svantaggiata negli Stati Uniti e all'estero. Oltre al suo impegno nel campo politico, è stato un oratore per i diritti LGBT presso università e manifestazioni pubbliche. 
Nel 1985 Milk ha tenuto il suo primo discorso pubblico come attivista e sostenitore della comunità e dei diritti LGBT all'Oberlin College in Ohio. 
Ha partecipato a molte parate per i diritti e l'orgoglio LGBT in molti paesi. Milk è stato presente durante la parata a San Francisco e Orlando nel 2008, a Istanbul e Madrid nel 2009, a Boston e San Diego nel 2010, a Pittsburgh e Budapest nel 2011, a Tijuana e Atlanta nel 2012.
Milk ha partecipato attivamente alle elezioni presidenziali del 2012 negli Stati Uniti sostenendo Barack Obama. Durante la campagna elettorale ha parlato al pubblico, soprattutto della comunità LGBT, in occasione di eventi e comizi. Dopo la vittoria di Obama, Milk è diventato consigliere politico per i diritti civili e l’uguaglianza. In alcune occasioni è stato portavoce del presidente Usa, parlando delle molte sfide affrontate dal suo governo, come i matrimoni gay, l'importanza del sostenere le donne, l’investimento sulla sanità pubblica a quello sull’istruzione. Secondo Milk è fondamentale "estendere i diritti civili come quelli sociali".
Nei giorni 4 e 5 di ottobre del 2012, Stuart Milk ha collaborato all'organizzazione del Cross Atlantic Global Summit, un summit mondiale sui diritti umani che si è svolto a Milano, concentrato sulla promozione dei diritti civili come valore sociale e politico. La conferenza è stata ideata e organizzata da Equality Italia e dalla Harvey Milk Foundation. La conferenza è intitolata "Inclusione della diversità e prosperità economica". Questa manifestazione ha visto la partecipazione di molti leader governativi provenienti dai cinque continenti.
Oltre ad essere il presidente della fondazione Harvey Milk, Stuart si occupa anche di numerosi comitati consultivi per i diritti della comunità LGBT. Porta avanti molte organizzazioni per la difesa dei giovani, tra cui la fondazione americana per la parità di diritti (AFER) e l'Equality California, la più grande associazione no-profit per i diritti LGBT negli Stati Uniti.
Milk è intervenuto per sostenere i diritti umani nelle città islamiche di Istanbul, Ankara e Il Cairo. È stato anche delegato due volte per il discorso di apertura per i congressi internazionali nei Paesi Bassi.

## Patrimonio di Harvey Milk
Stuart continua a guidare molte campagne per avere l'eredità e il ricordo di Harvey Milk in molti luoghi pubblici americani. Stuart vuole che lo zio sia presente nelle insegne delle scuole pubbliche, immortalato su edifici, nei centri della comunità LGBT, nei monumenti e nei parchi.
Inoltre Milk è stato coinvolto per fondare l'Harvey Milk Day in California, un giorno dedicato al suo defunto zio; il giorno di commemorazione è stato ottenuto nel 2009.
L'Harvey Milk Day (HMD) si celebra il ventidue maggio, compleanno di Harvey Milk, con attività tenute in tutto il mondo, e sostenute dalla Fondazione Harvey Milk. La fondazione incoraggia gli organizzatori che preparano eventi per l'Harvey Milk Day e promuovono l'unità e i diritti di tutte le minoranze emarginate.
Nel 2010 ha lavorato con l'allora California First Lady, Maria Shriver, al fine di progettare la prima mostra nel museo su Harvey Milk a Sacramento.

## Riconoscimenti
Milk ha ottenuto molti premi internazionali e nazionali per il suo lavoro e la sua lotta per i diritti civili globali, tra cui il premio José Sarria per i diritti umani consegnatogli dalla Corte Internazionale nel 2007 e la Medaglia di Torino nel 2011.
Milk ha ottenuto la più alta onorificenza civile degli Stati Uniti, la Medaglia Presidenziale della Libertà, a nome di suo zio e consegnata dal presidente Obama. Oltretutto ha accettato la medaglia e l'assegnazione della stella in onore di suo zio nella California Hall of Fame, consegnatagli dal governatore Arnold Schwarzenegger.